# Khoit Tsenkher
Pour les articles homonymes, voir Tsenkher (homonymie).
Khoit Tsenkher, parfois noté Khoit Tsenker (en mongol : Хойд Цэнхэр Гол, « la rivière Bleue du Nord »), est une rivière située dans le district de Mankhan, province de Khovd, à l'extrémité occidentale de la Mongolie. 

## Grotte ornéeKhoit Tsenkheriyn agui
| \| Khoit Tsenkheriyn agui \| Localisation de la grotte sur une carte de la Mongolie 48° 20′ N, 92° 01′ E. |
| Khoit Tsenkheriyn agui                                                                                    |

Dans la vallée formée par la rivière se trouve une grotte ornée, Khoit Tsenkheriyn agui (en mongol Хойд Цэнхэрийн агуй), abritant des peintures pariétales datées du Paléolithique supérieur. La grotte de Khoit Tsenkher est située dans le district de Mankhan, dans la province de Khovd.

### Description
Les peintures pariétales de la grotte sont datées du Paléolithique supérieur, entre 20 000 et 15 000 ans avant le présent. Elles présentent des symboles et des formes animales, peintes sur les parois et les plafonds. Cerfs, buffles, bovidés, bouquetins, lions, mouflons argali, antilopes, chameaux, mammouths, autruches, et autres dessins d'animaux forment souvent un palimpseste d'images qui se recouvrent en partie. Certaines parties des animaux comme les cornes, les cous, les bosses sont peintes avec une exagération des traits typique du Paléolithique supérieur. Les couleurs dominantes sont le brun et le rouge. Les peintures rappellent par leur style l'art pariétal trouvé ailleurs dans le monde, mais sont toutefois uniques en Mongolie.

### Protection
Ces peintures ont été portées en 1996 sur la liste indicative de la Mongolie au Patrimoine mondial de l'UNESCO, ce qui signifie que la Mongolie envisage de les proposer à l'inscription sur la liste officielle du Patrimoine mondial.